# ناوچه کلاس بروک
ناوچه کلاس بروک (به انگلیسی: Brooke-class frigate) یک کلاس از کشتی است که طول آن ۴۱۴ فوت (۱۲۶ متر) می‌باشد.